# Sagres (Vila do Bispo)
Sagres é uma freguesia portuguesa do município de Vila do Bispo, com 34,28 km² de área e 1894 habitantes (censo de 2021), tendo, assim, uma densidade populacional de 55,3 hab./km², o que lhe permite ser classificada como uma Área de Baixa Densidade (portaria 1467-A/2001).
A sede da freguesia, Vila de Sagres (anteriormente designada apenas por Sagres), foi elevada à categoria de vila, com a atual designação, em 1988.
É famosa pela Escola de Sagres, a escola náutica que o Infante D. Henrique lá teria instalado no século XV. Entretanto, não há qualquer indício documentado de que tal escola tenha realmente existido e boa parte dos historiadores actuais duvida da sua existência e considera-a uma lenda. A freguesia foi criada em 1519, por desmembramento de Vila do Bispo. Até 1834, Sagres constituiu concelho independente. Tinha, em 1801, 413 habitantes.

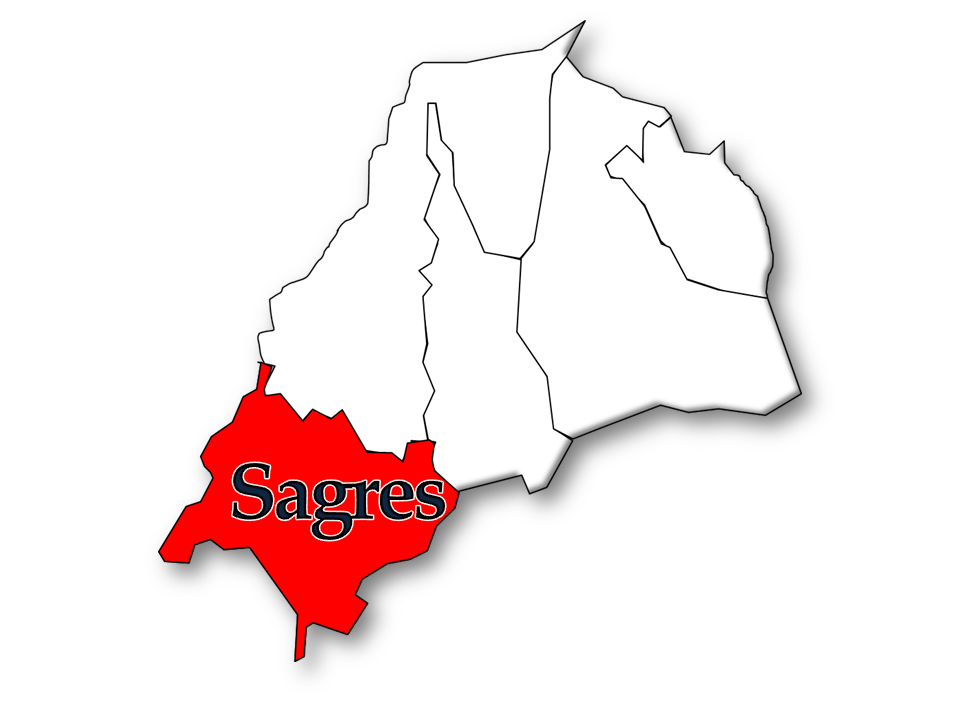
Localização da Freguesia de Sagres no Município de Vila do Bispo

## Demografia
A população registada nos censos foi:
| Ano  | 0-14 Anos | 15-24 Anos | 25-64 Anos | > 65 Anos |
| 2001 | 246       | 198        | 1118       | 377       |
| 2011 | 235       | 187        | 1034       | 453       |
| 2021 | 195       | 168        | 989        | 542       |

## Património
- Fortaleza de Sagres (torre e muralhas), na Ponta de Sagres
- Fortaleza do Cabo de São Vicente ou Antigo Convento do Corvo
- Fortaleza de Beliche ou Fortaleza de Santo António do Beliche
- Forte de Nossa Senhora da Guia ou Forte da Baleeira
- Farol do Cabo de São Vicente
- Farol de Sagres

Atualmente Sagres é uma das zonas mais conhecidas de Portugal para a prática de desportos aquáticos, como o surfe ou o bodyboard.

## Outros pontos de interesse
- Ponta de Sagres
- Cabo de São Vicente, símbolo dos descobrimentos de Portugal do século XV
- Parque Natural do Sudoeste Alentejano e Costa Vicentina

## Galeria

Vila do Bispo
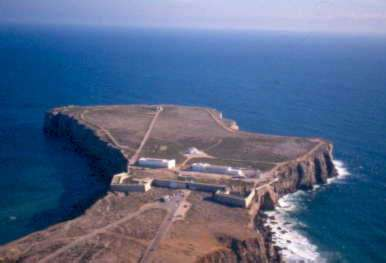
Cabo de Sagres, antigo "Promontorium Sacrum" romano dedicado ao deus Saturno

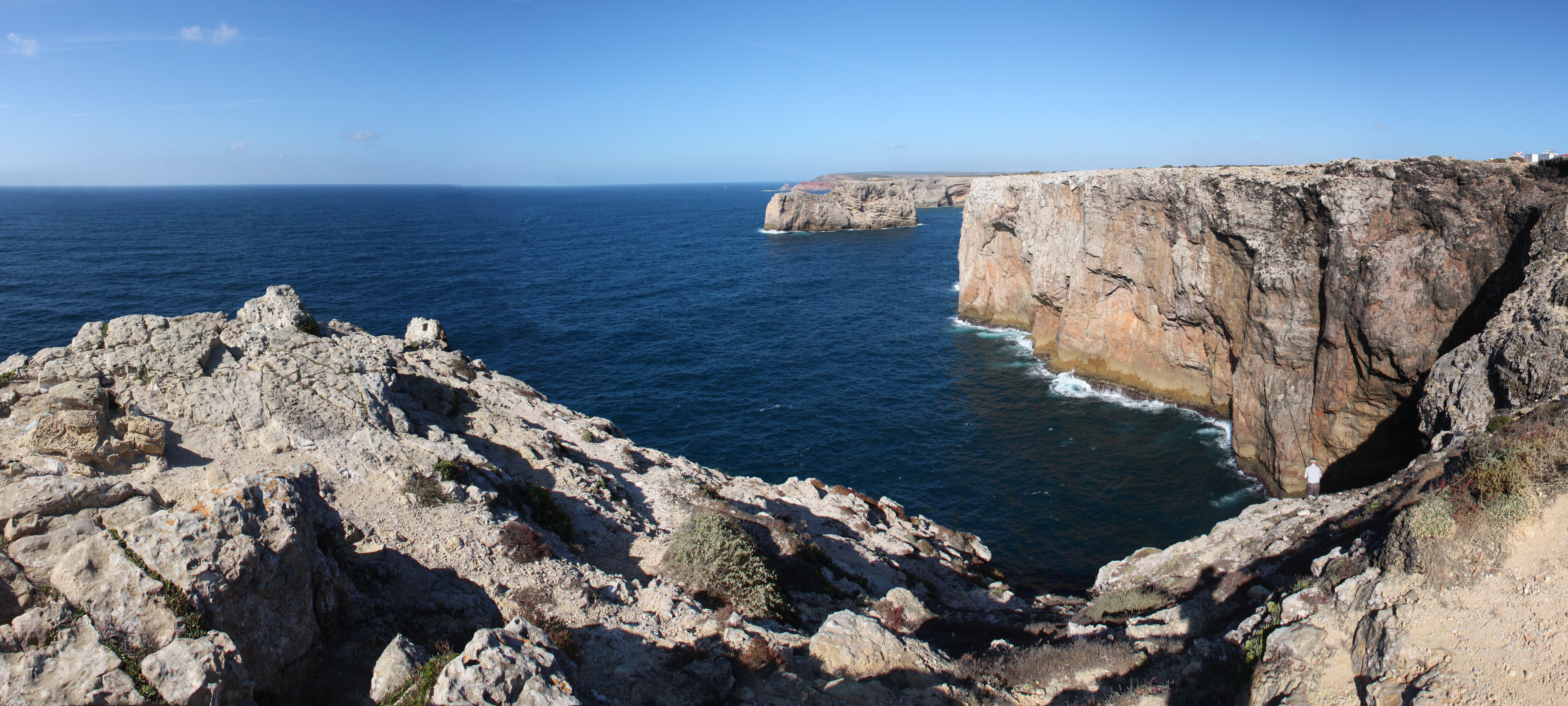
Falésias  perto de Sagres, Cabo de São Vicente
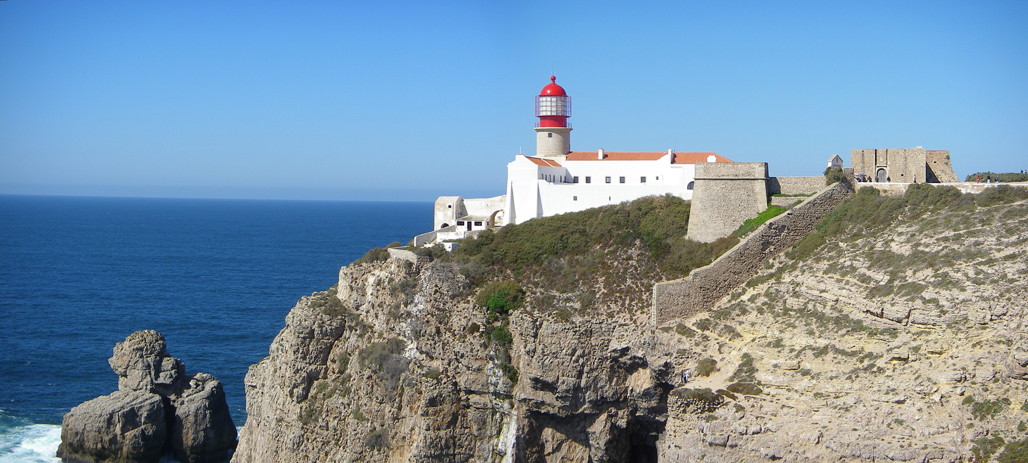
Farol Cabo  S. Vicente
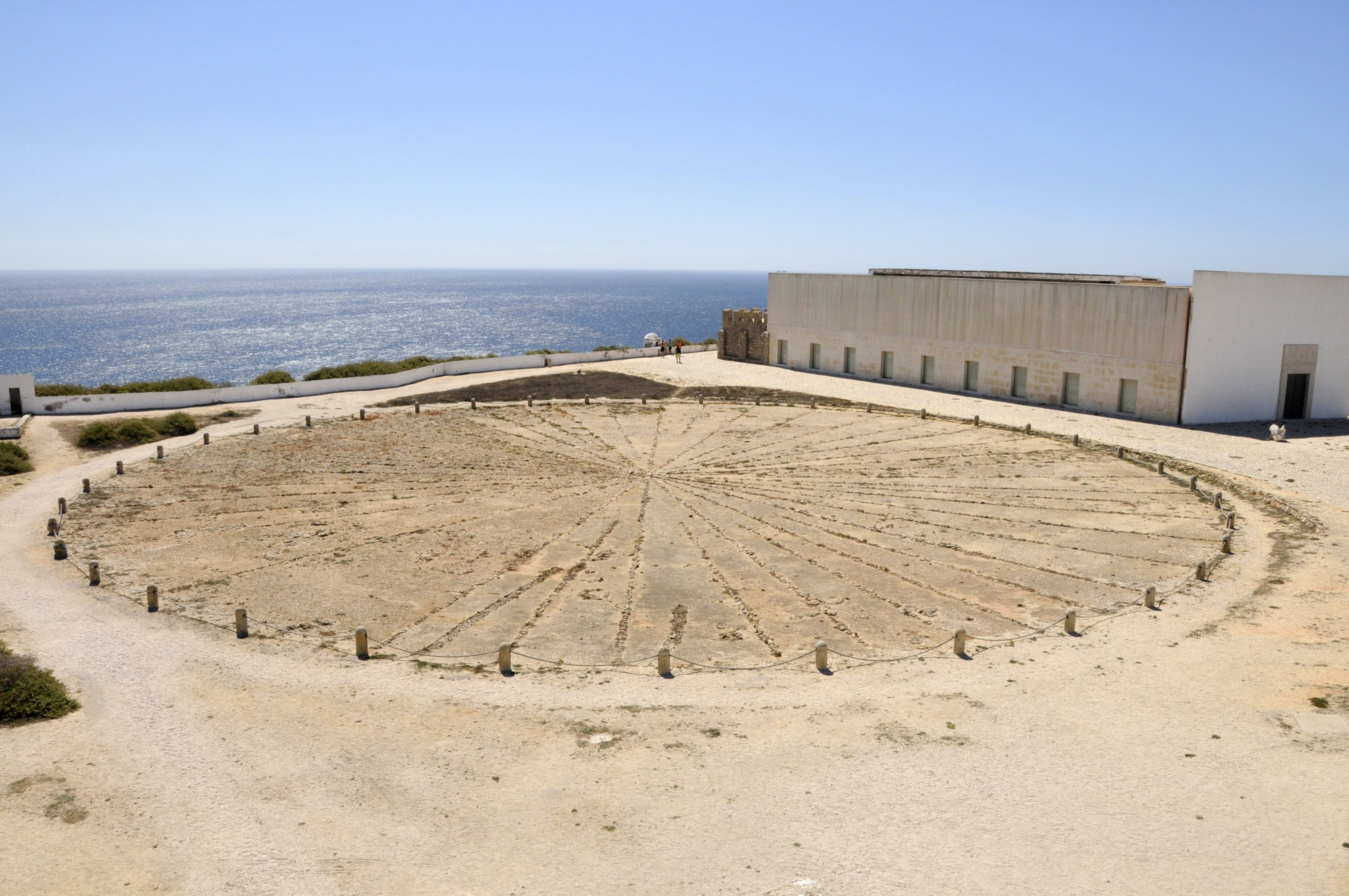
Rosa ds  ventos na fortaleza de Sagres
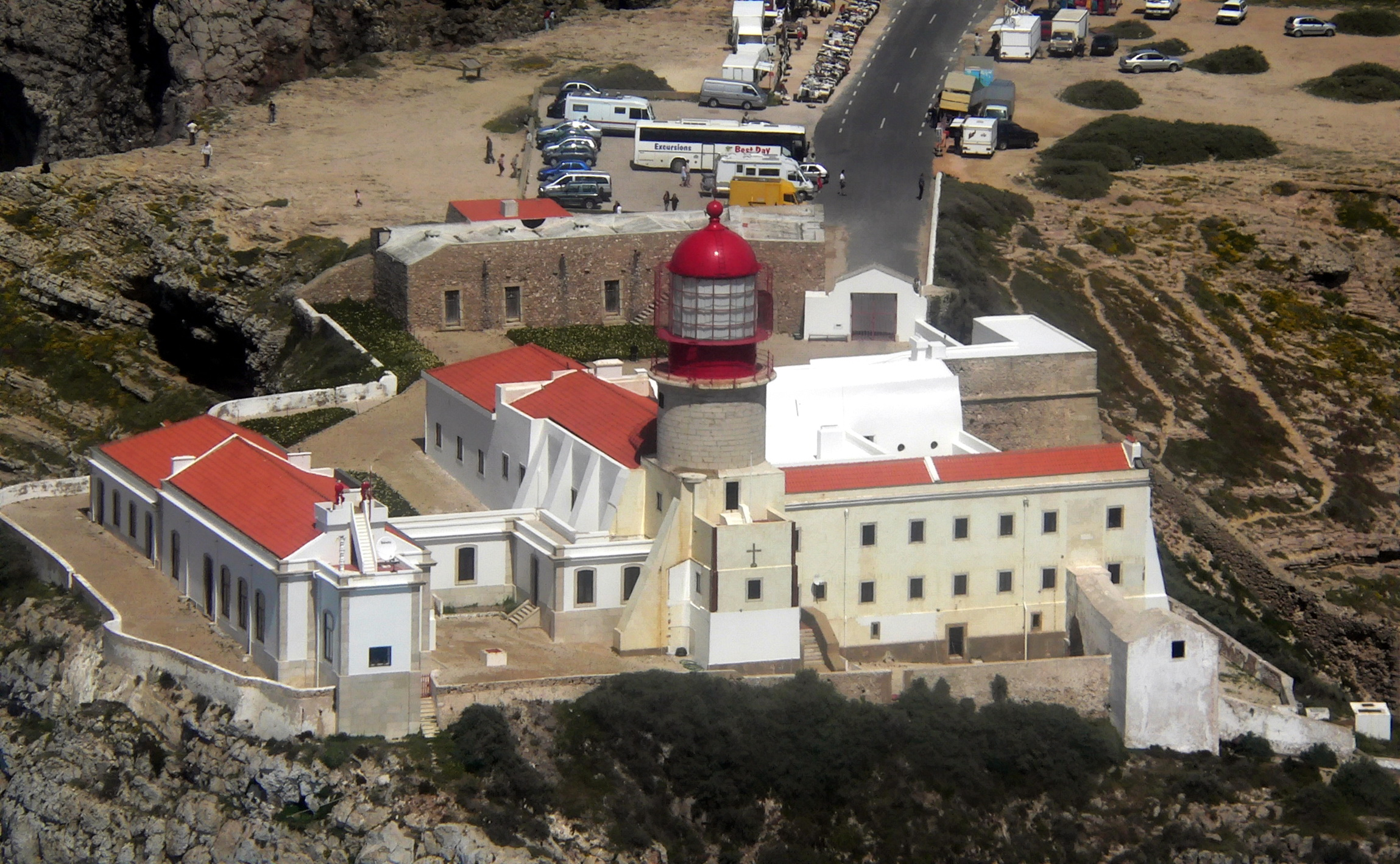
Farol de  Sagres
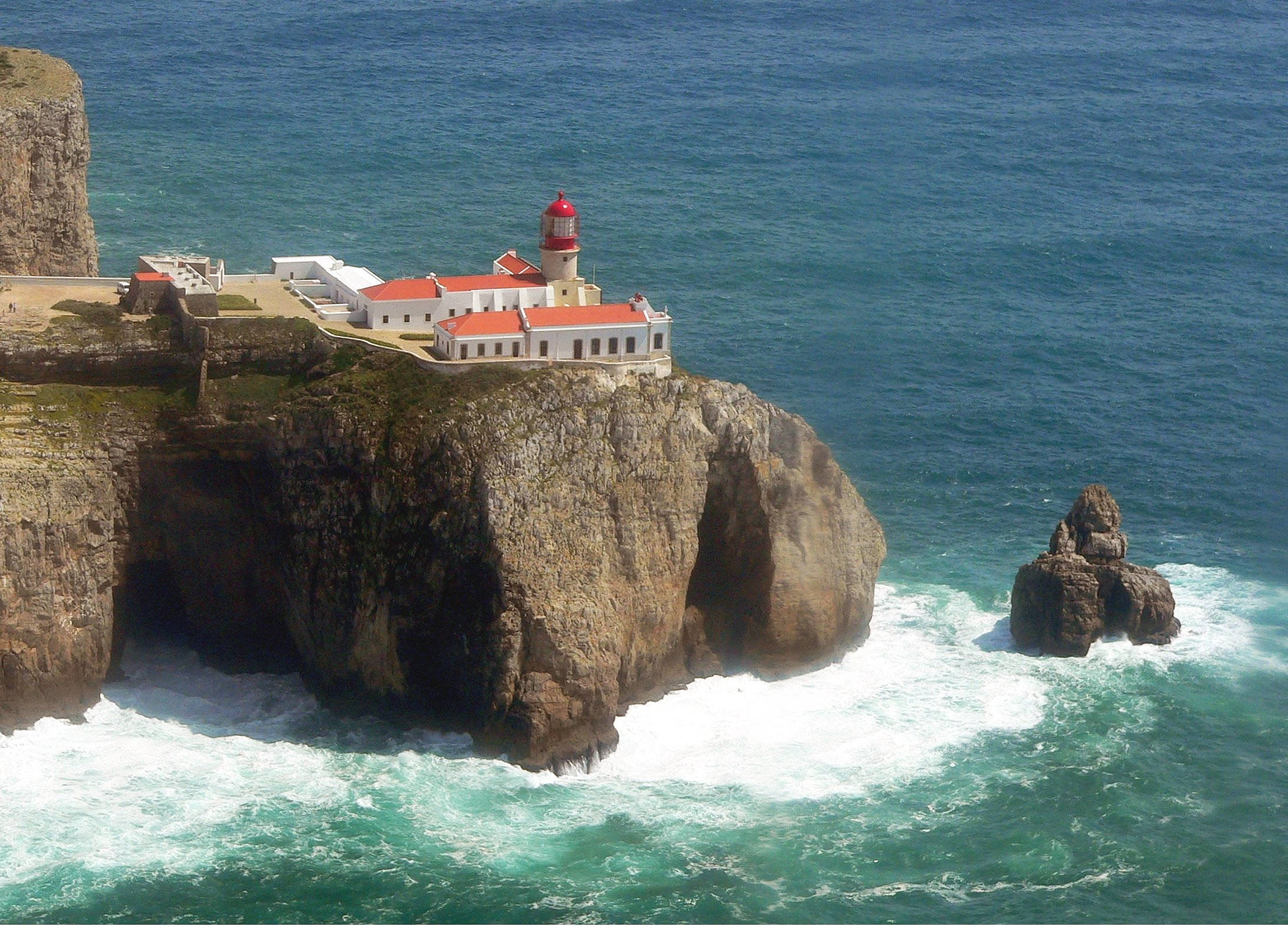
Sagres
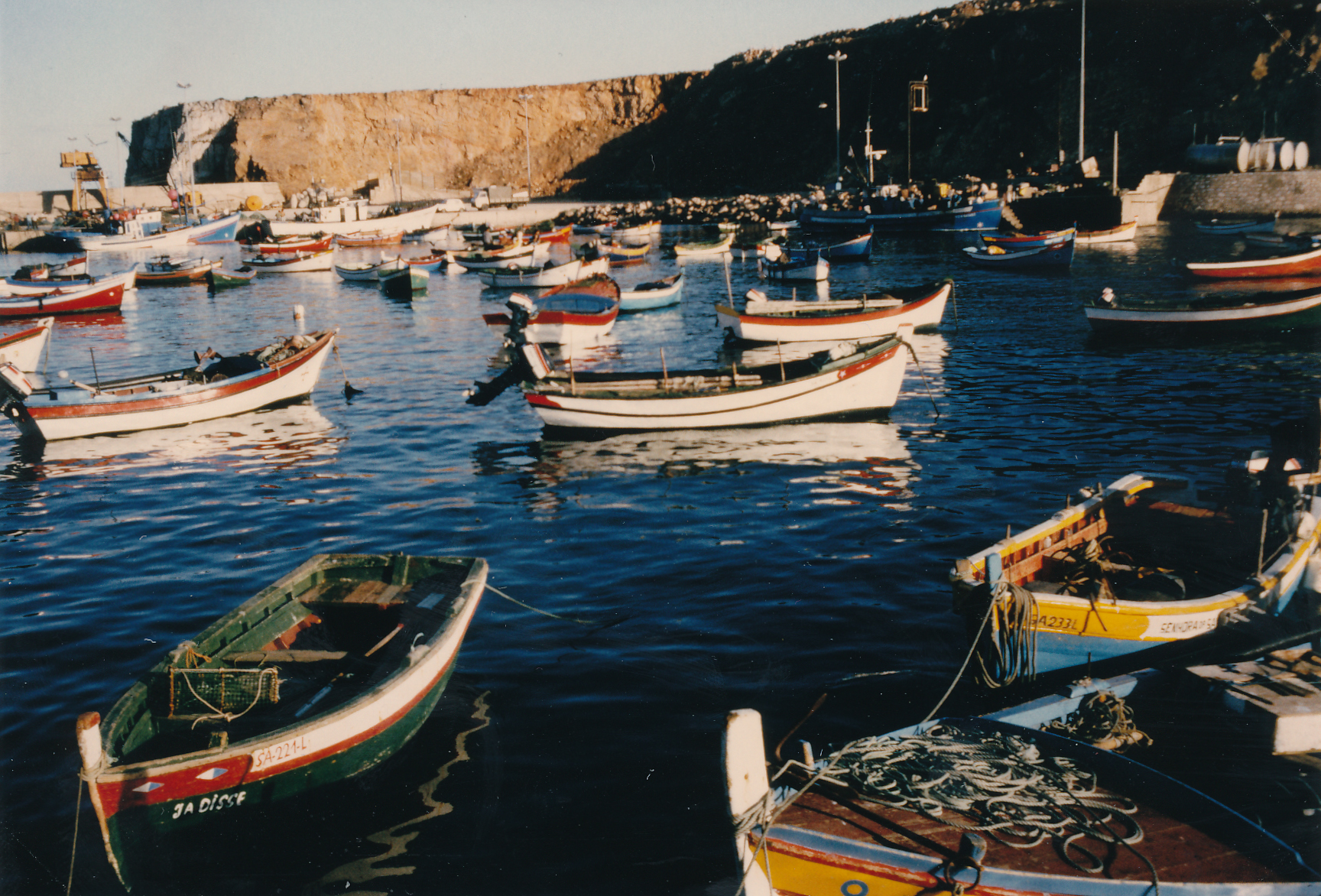
Porto de  Sagres
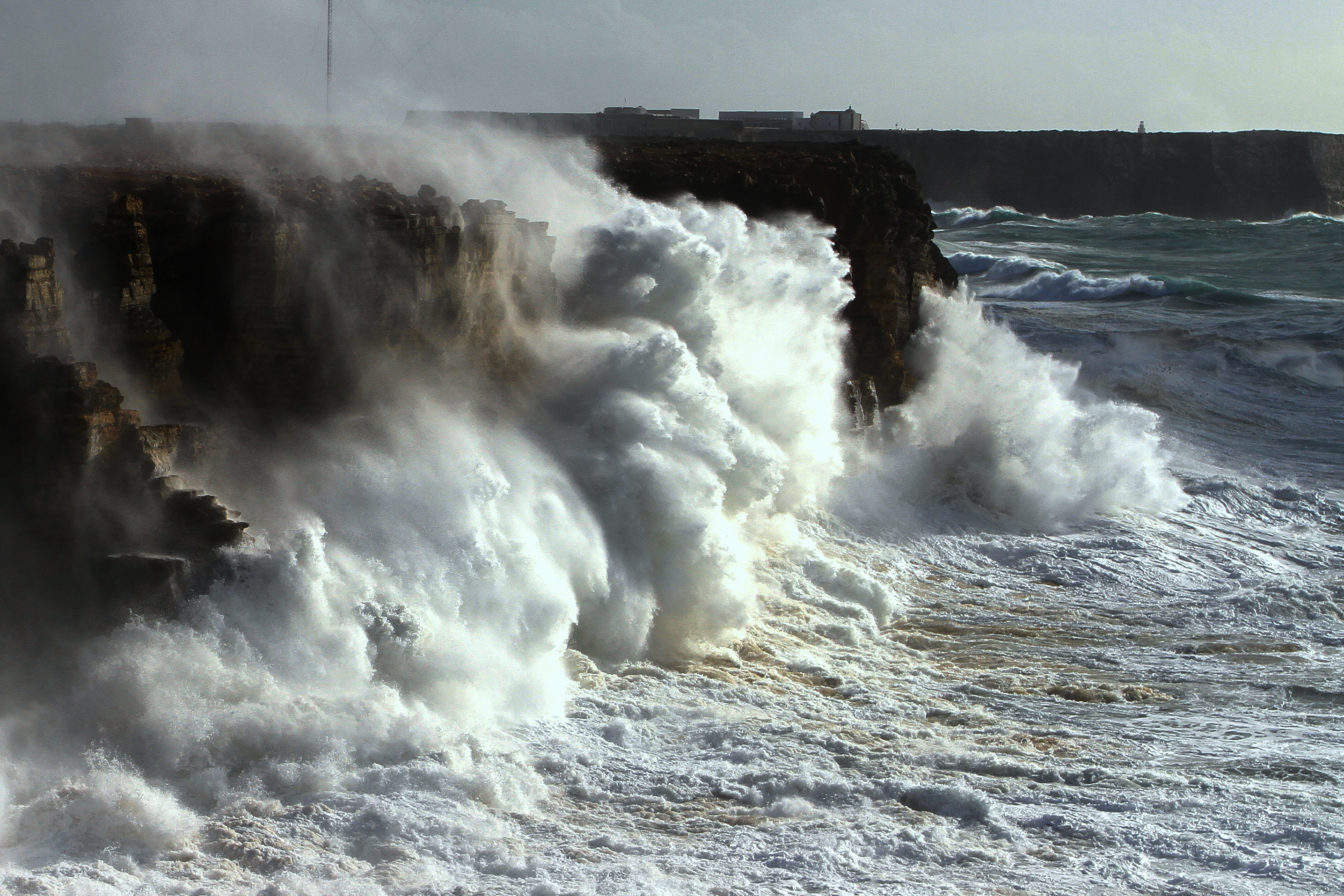
Dia de tormenta marítima no promontório de Sagres.
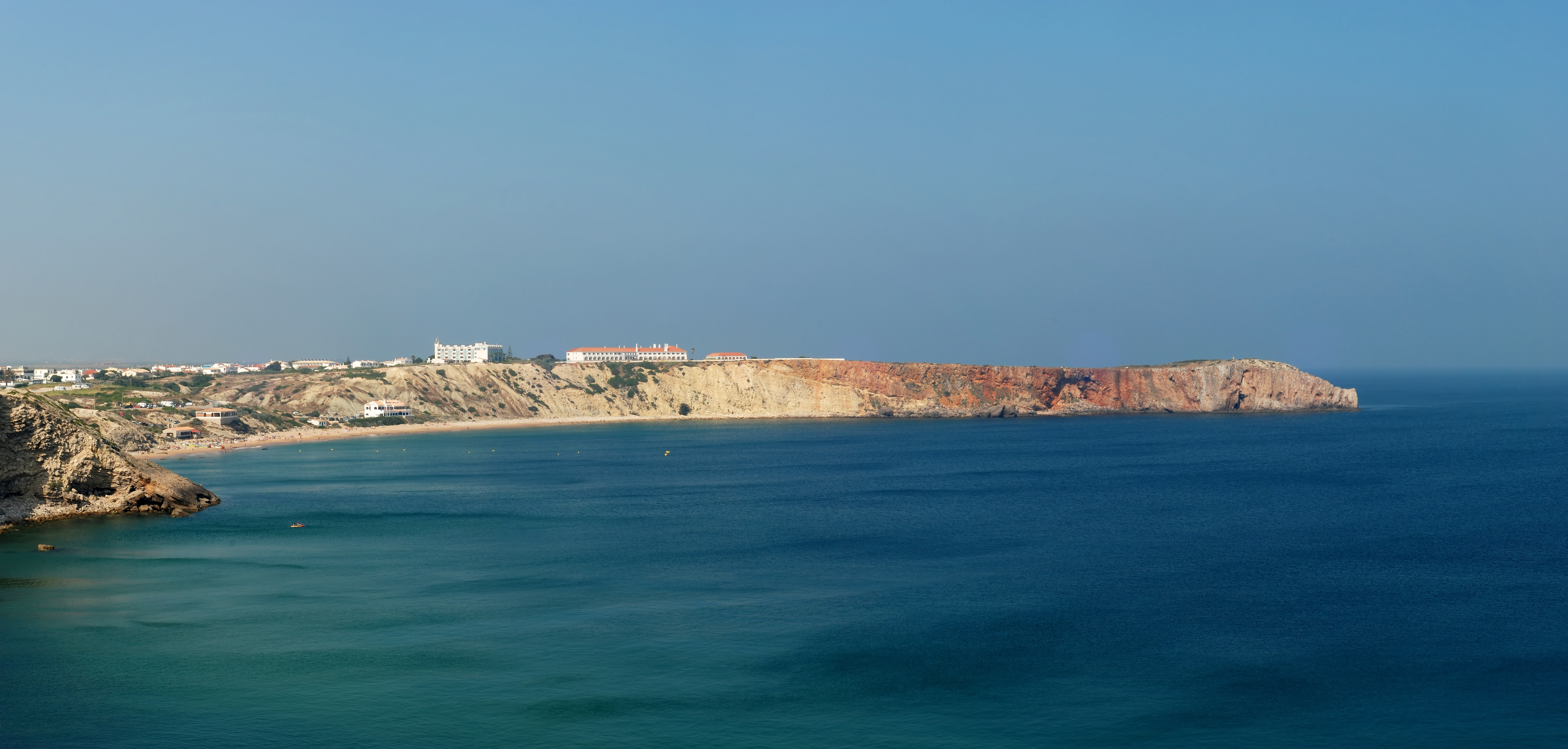
Praia da  Marreta
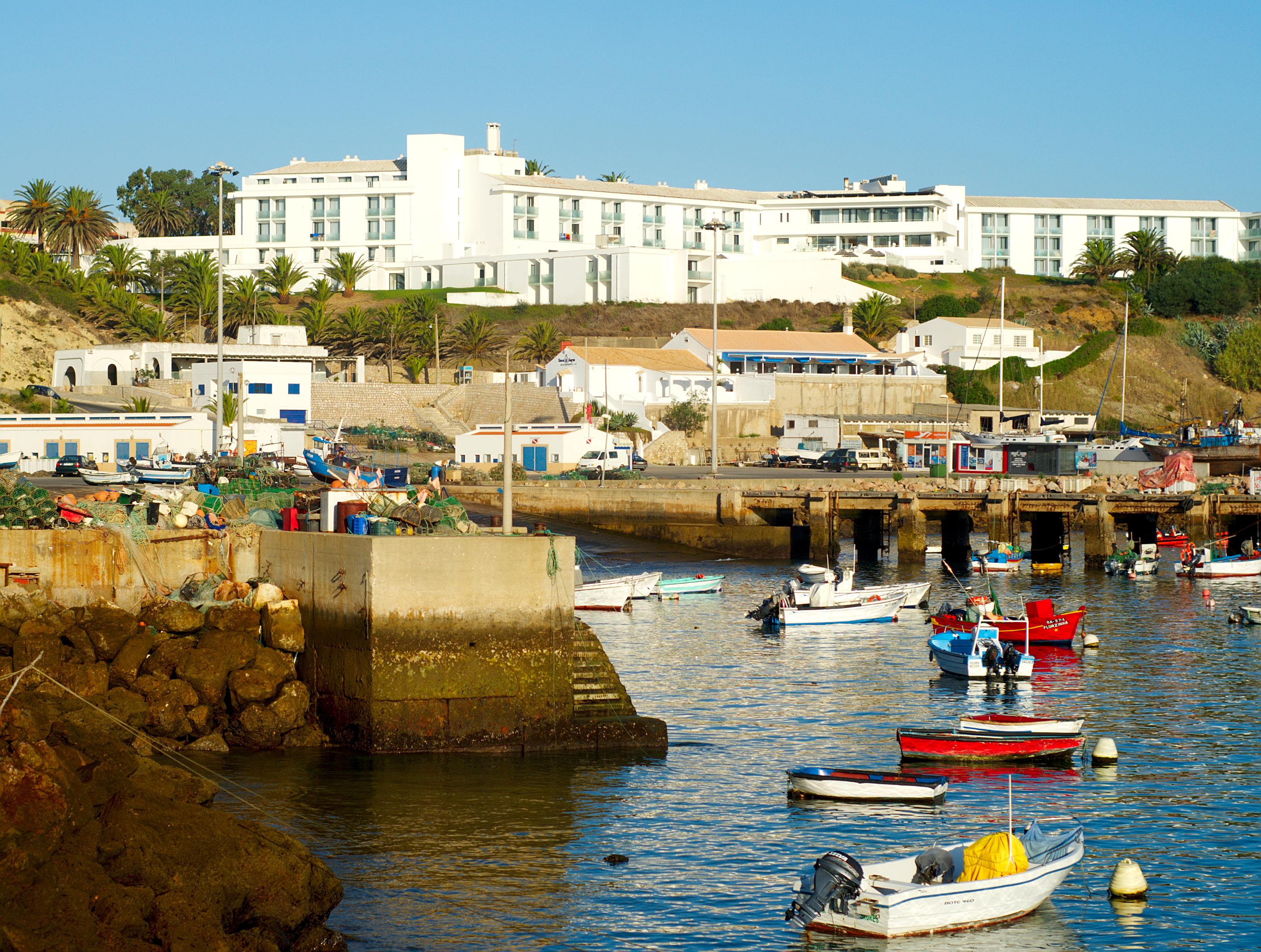
Sagres
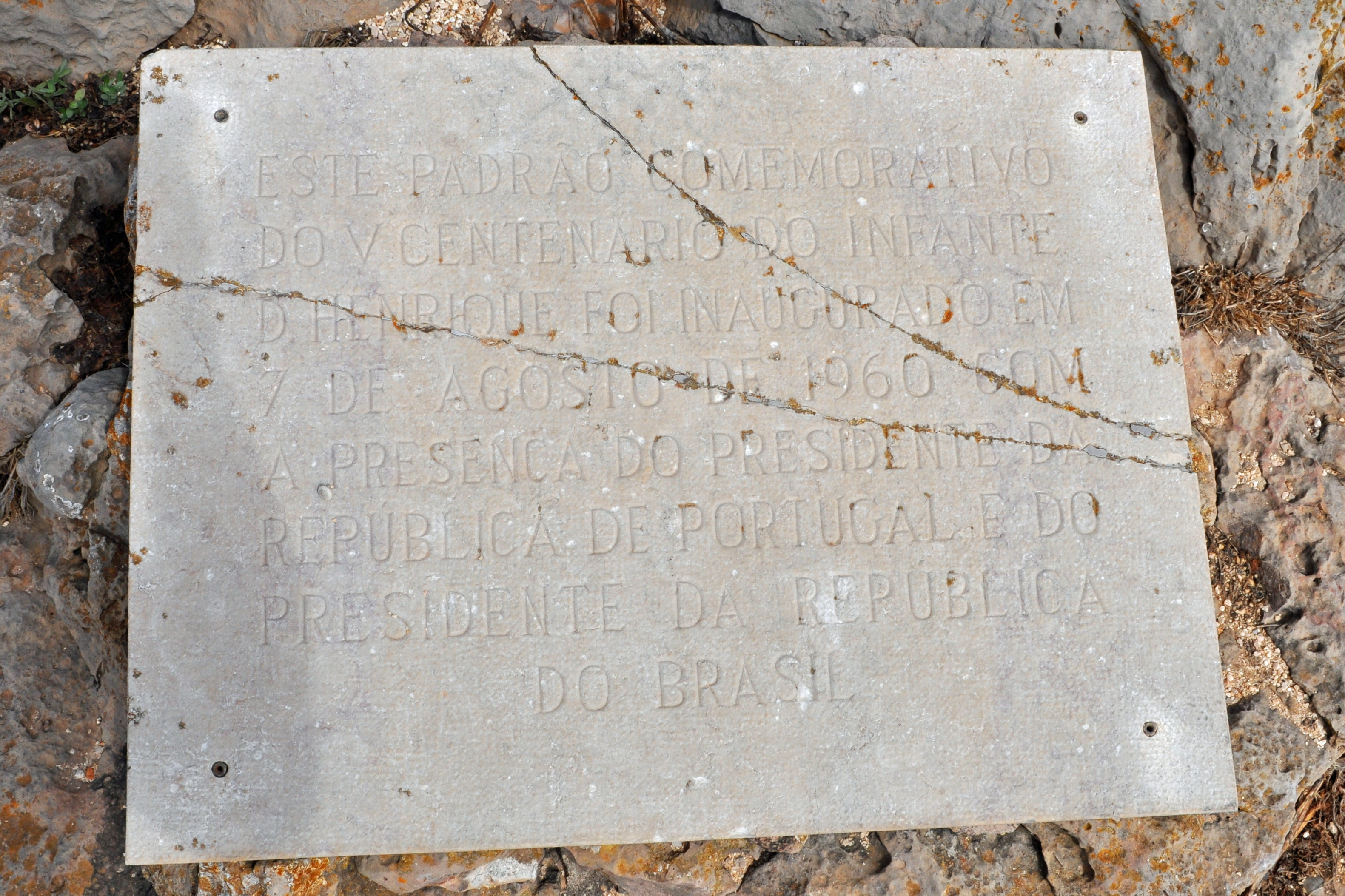
Placa em  homenagem de D.Henrique
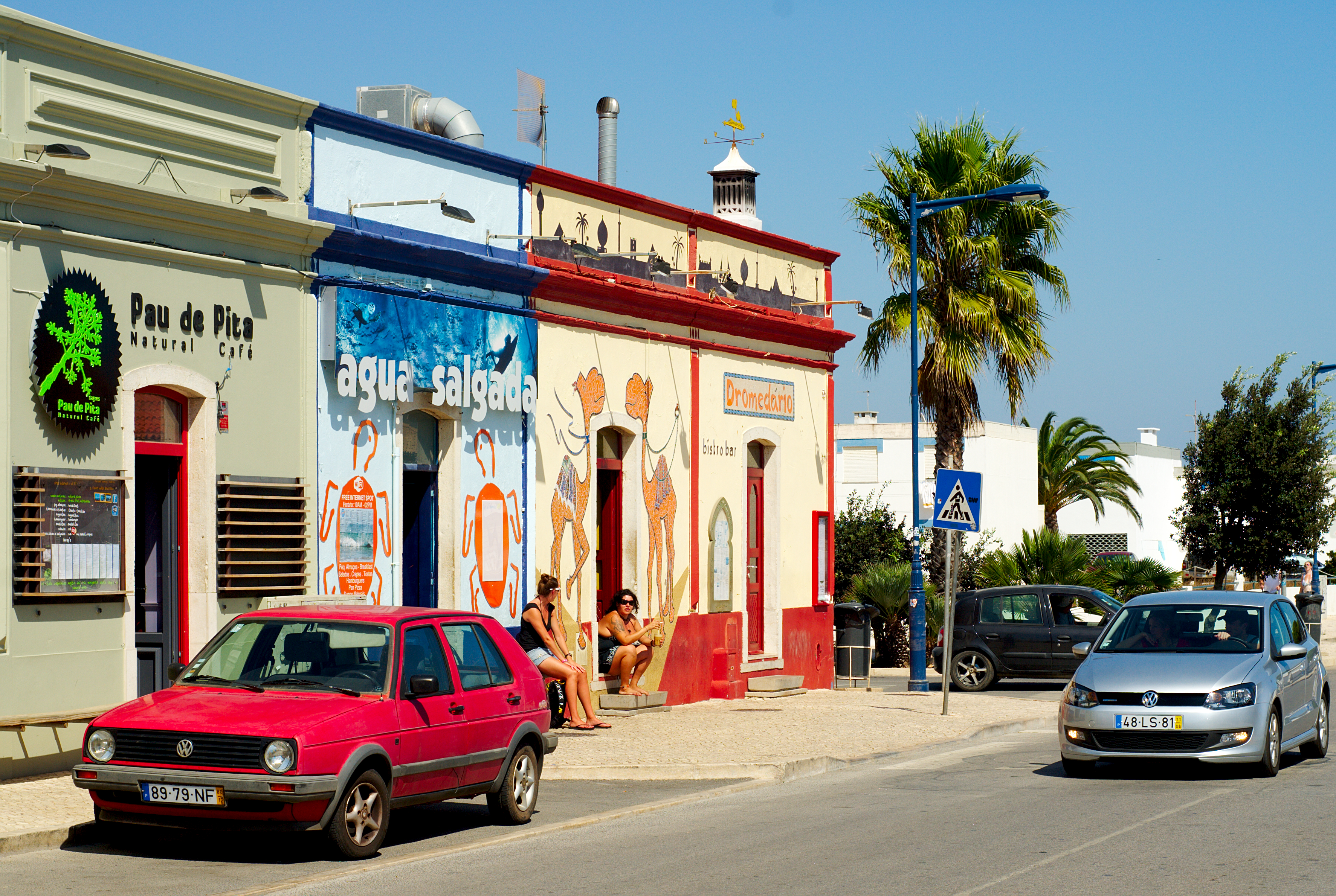
Rua em  Sagres
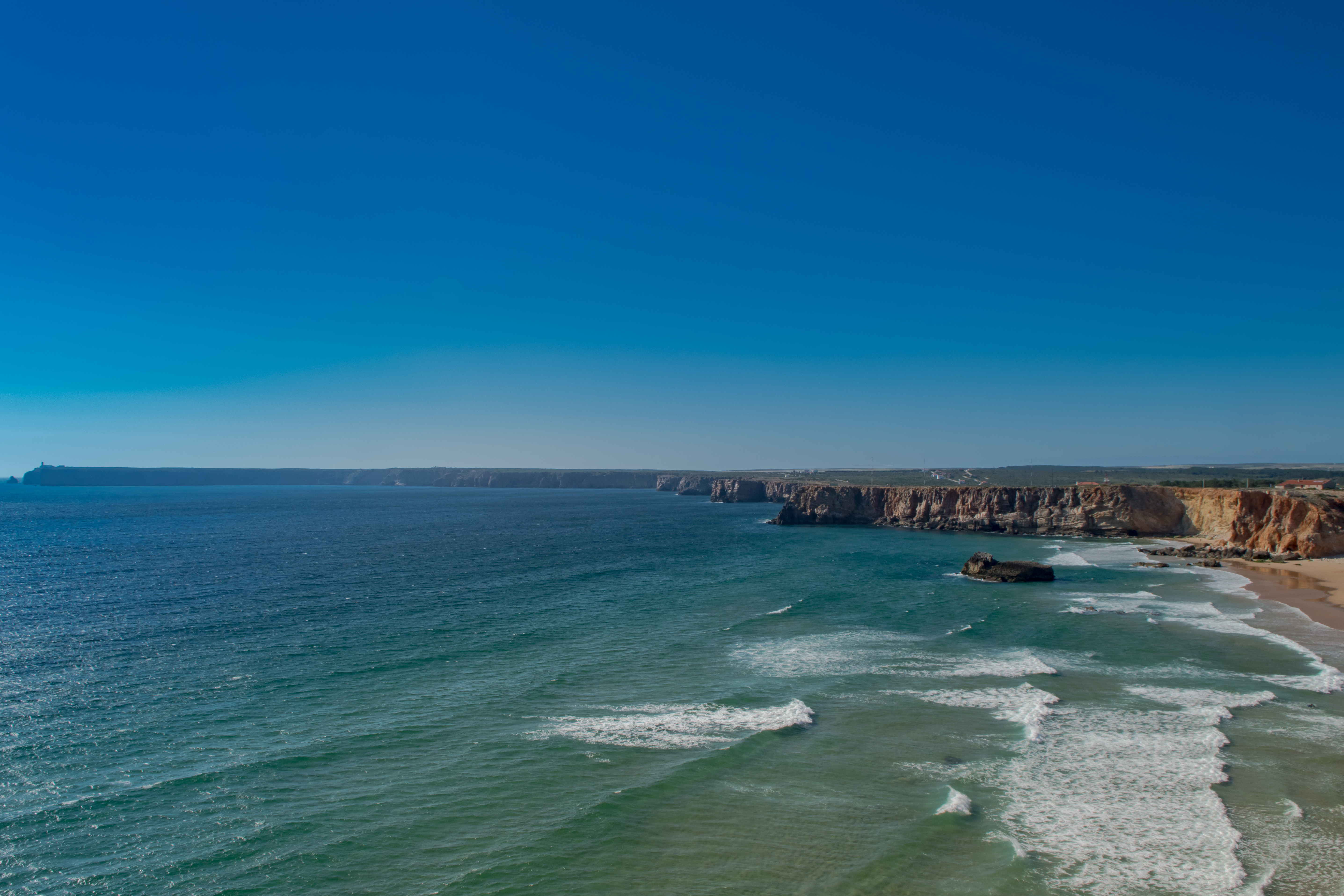
Praia de Sagres

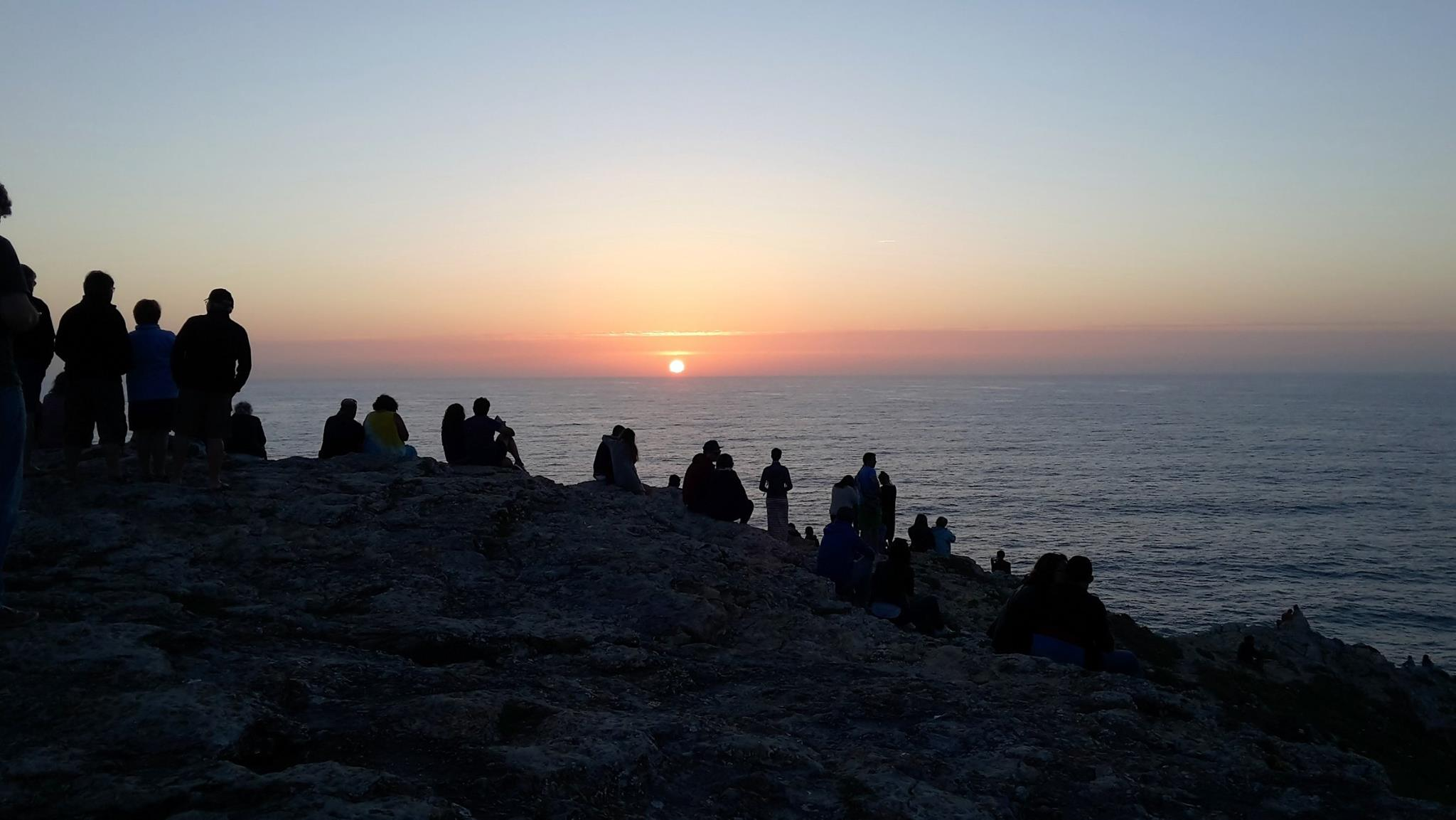
Por do sol  em Sagres